# Nerthra mexicana
Nerthra mexicana är en insektsart som först beskrevs av Douglas Melin 1929.  Nerthra mexicana ingår i släktet Nerthra och familjen Gelastocoridae. Inga underarter finns listade i Catalogue of Life.